# Toulouse Olympique Aérospatiale Club
Le Toulouse Olympique Aérospatiale Club (TOAC) est un club omnisports français domicilié à Toulouse, qui regroupe plus de 30 sections et fondé en octobre 1944, à la suite du jumelage du Toulouse Olympique XV et de l’Omnisports Aviation de Toulouse. Le TOAC est aussi à l'origine de plusieurs clubs sportifs de l'agglomération toulousaine. 
Le TOAC – Toulouse Olympique Aérospatiale Club – est une association loi de 1901 sous tutelle du Comité d’Établissement d’Airbus Opérations SAS Toulouse. De 1970 à 1999, le prédécesseur d'Airbus portait le nom d'Aérospatiale.
Parmi ses sections, on peut citer :
- le TOAC badminton, dont l'équipe première d'interclubs joue en Nationale 2 (3e division nationale) ;
- le TOAC basket-ball, qui joue en Nationale masculine 2 (4e division nationale) depuis la saison 2022-2023 ;
- le TOAC natation ;
- le TOAC tennis ;
- le TOAC tennis de table ;
- le TOAC triathlon ;
- le TOAC arts martiaux.

Plusieurs sections en sont désormais détachées :
- les Spacer's Toulouse Volley, créés en 1994 sous le nom de TOAC-TUC VB, sont une union avec le TUC ;
- le TOEC TOAC FCT Rugby, précédemment FCTT Rugby, est né en 2000 d'une fusion entre le FCT et le TOAC TOEC, lui même issu d'une fusion entre le TOAC et le TOEC ;
- la section féminine du Toulouse FC a récupéré les droits sportifs du TOAC en 2001.